# Síndrome respiratória aguda grave
Síndrome respiratória aguda grave (SARS, do inglês Severe Acute Respiratory Syndrome, ou SRAG, em português) é uma doença respiratória viral de origem zoonótica causada pelo coronavírus SARS-CoV. A doença causa sintomas semelhantes aos da gripe, como febre, dores de cabeça, calafrios e dores musculares. No entanto, a SARS é uma doença muito mais grave do que a maioria das outras infeções por coronavírus, que geralmente causam apenas sintomas ligeiros.
A SARS é causada pela infeção com o coronavírus SARS-CoV. A transmissão entre pessoas dá-se por contacto próximo com a pessoa infetada ou através de gotículas expelidas pela tosse ou espirros de uma pessoa infectada. Suspeita-se de diagnóstico de SARS nos casos em que a pessoa tenha sido exposta a uma pessoa infectada e tiver febre acompanhada de tosse ou dificuldades respiratórias. O diagnóstico pode ser confirmado com exames para identificar o vírus.
O tratamento consiste em isolamento, administração de oxigénio e, em caso de dificuldades respiratórias, ventilação mecânica. A maioria das pessoas se recuperam ao fim de uma a duas semanas. No entanto, a doença é fatal em cerca de 10 por cento dos casos.
A SARS foi detectada pela primeira vez no fim de 2002 na China. Entre 2002 e 2003, um surto da doença resultou em mais de 8 000 casos e cerca de 800 mortes em todo o mundo. Desde 2004 não há registos de novos casos da doença. Pensa-se que a doença tenha tido origem em gatos-de-algália infectados por morcegos e posteriormente vendidos em mercados. Em 2012 foi detectada na Arábia Saudita uma nova variante de coronavírus (MERS-CoV), responsável pela síndrome respiratória do Médio Oriente (MERS).

## Origem do termo
Em 12 de março de 2003, a OMS emitiu um alerta global para uma pneumonia atípica, de origem desconhecida, até então sem nome. No mesmo alerta, se referiram ao quadro clínico de diferentes formas, como doença respiratória aguda, síndrome respiratória aguda grave e desconforto respiratório agudo:
"No Vietnam, o surto se iniciou com um único caso que foi hospitalizado para tratamento de uma síndrome respiratória aguda e severa, de origem desconhecida. [...] em alguns casos progredindo para desconforto respiratório agudo, necessitando ventilação assistida [...]. Até então, nenhuma conexão foi estabelecida entre esses surtos de doença respiratória aguda em Hanoi e Hong Kong e o surto de 'gripe aviária', A(H5N1) [...]." 
Depois disso, a OMS emitiu relatórios sequenciais, começando a partir do dia 16 de março de 2003, já considerando o novo nome designado para essa síndrome: SARS. No mesmo dia 16 de março, o Centro de Informação em Saúde para Viajantes (Cives) emitiu um informe técnico alertando para a nova doença infecciosa, traduzida como Síndrome Respiratória Aguda Grave. O registro de "Síndrome Respiratória Aguda Grave" foi então adicionado ao CID-10 sob o código UO4.9, após implementação pela OMS em outubro de 2003. Em 18 de março de 2004, a OMS declarou que a transmissão interpessoal de SARS havia sido interrompida e, desde 2004, não houve nenhum novo registro de SARS no mundo. A OMS então recomendou que, para pesquisas laboratoriais envolvendo o vírus SARS-CoV, era necessário um nível 3 de biossegurança.

### O uso do termo "SRAG" no Brasil
O uso exclusivo do termo "SRAG" para designar uma doença de etiologia definida gerou críticas, já que, na medicina, síndromes caracterizam-se pela presença de critérios ou condições clínicas; não são um diagnóstico etiológico. Portanto, pode-se argumentar que o SARS-CoV pode causar uma SRAG, mas a SRAG não implica, necessariamente, numa infecção por coronavírus.
De forma consoante, no Brasil, desde 2009 o Sistema de Informações de Agravos de Notificação (SINAN) passou a coletar notificações de SRAG no Sinan Web Influenza como sinônimo de infecção respiratória aguda grave, caracterizada por casos graves de síndrome gripal, independente do agente etiológico.